# مهنة الحدائدي في البناء

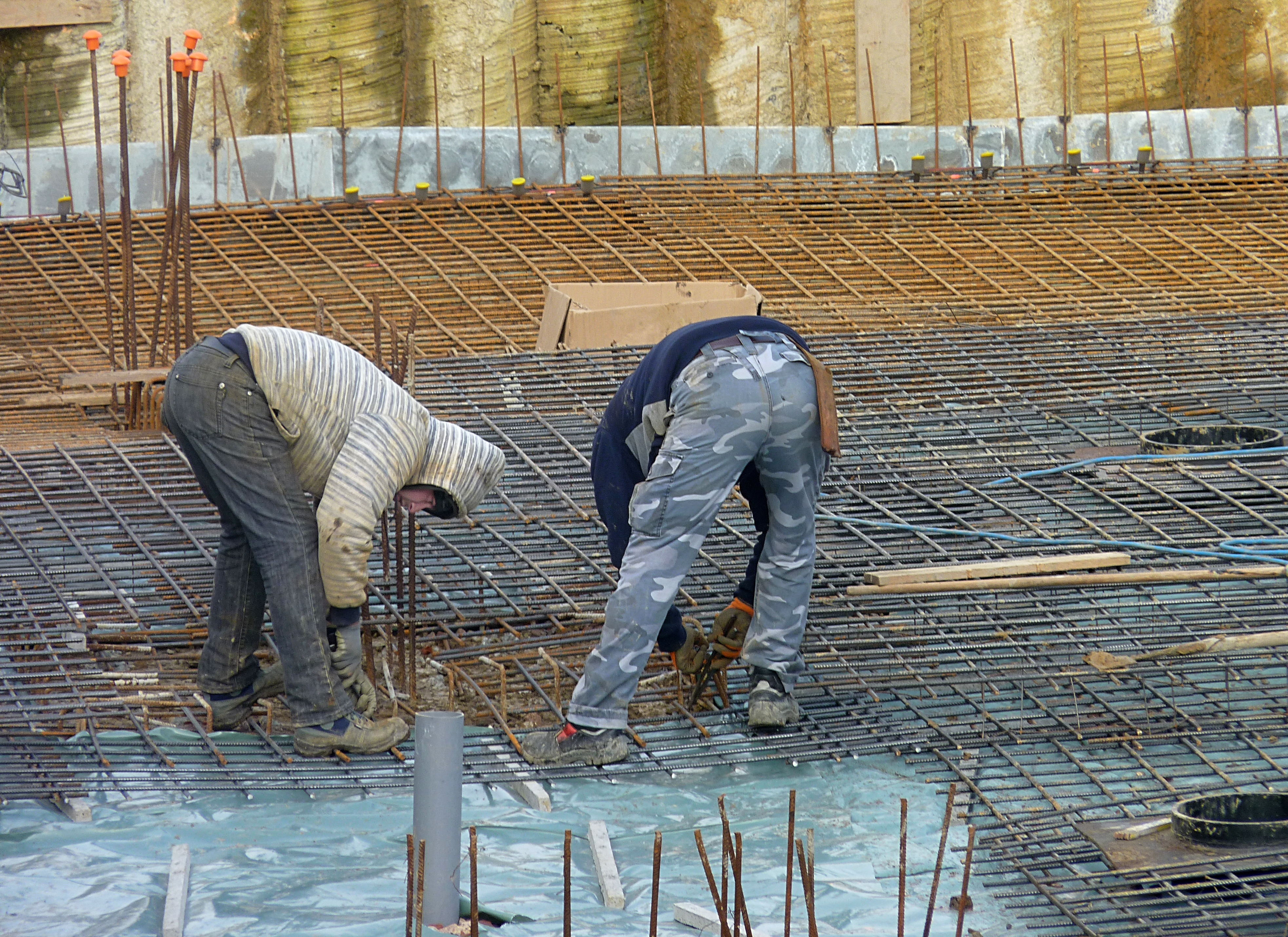
Deux ferrrailleurs au travail

الحدائدي في البناء. (بالفرنسية:  ferrailleur)‏، في شركات البناء أو في الأشغال العامة للشركات. يشارك في تشييد المباني، المباني السكنية الصناعية، الجماعية أو بناء الهياكل الكبيرة مثل: الجسور و السدود و الأنفاق. وفقا لقياسات معلومة للحديد المستخدم في البناء المقدمة من قبل المهندس المعماري أو المهندس.
تشمل مهنة حدائدي البناء قص الحديد على عدة مقاييس معينة واعداده (زاوية قائمة من أطرافه 7سم لعمل أحزمة الأعمدة) حتى يتمكن من وضعه و عقده في المواضع المخصصة في البناء من أجل صب الإسمنت المسلح في أسس البنايات وأعمدتها و سقفها.

## مقالات لها صلة
- مهنة البناء
- مهنة التغليف في البناء